# Yaşar Aydın
Yaşar Aydın (* 22. Mai 1971 in Artvin, Türkei) ist ein Hamburger Sozialwissenschaftler.

## Leben und Karriere
Yaşar Aydın kam mit vier Jahren nach Deutschland und lebt seitdem fast ununterbrochen in Hamburg. Aydın studierte Soziologie und Volkswirtschaftslehre in Hamburg (2001) und Lancaster (2002). Yaşar Aydın war während des Studiums und der Promotion Stipendiat der Hans-Böckler-Stiftung und ist Mitglied des Hamburger TürkeiEuropaZentrums.
Nach Abschluss des Studiums war er wissenschaftlicher Mitarbeiter im Hamburger Institut für Sozialforschung und Lehrbeauftragter an der Universität Hamburg. 2009 promovierte er mit dem Thema „Topoi des Fremden: Zur Analyse und Kritik einer sozialen Konstruktion“ in Hamburg. Vom August 2009 bis März 2012 arbeitete er als wissenschaftlicher Mitarbeiter im Hamburgischen WeltWirtschaftsInstitut an einem Projekt mit dem Thema „Abwanderungsabsichten und Abwanderung von Hochqualifizierten türkischer Herkunft aus Deutschland in die Türkei“. Im Jahr 2015 war er als Lehrbeauftragter an der HafenCity Universität Hamburg (HCU) tätig. Zuletzt forschte er an der SWP – Stiftung Wissenschaft und Politik zur türkischen Außenpolitik und lehrt zurzeit an der Evangelischen Hochschule für Soziale Arbeit und Diakonie.

## Forschungsschwerpunkte
Zu seinen Forschungsinteressen zählen:
- Türkeiforschung: Innen- und Außenpolitik, Modernisierung, Nationalismus, Parteien
- Migrationsforschung und Zuwanderungspolitik
- Exklusionsproblematik
- Nationalismusforschung: ethnische Konflikte, Fremdheitsproblematik, kollektive Identität
- Theorien der Moderne/Modernisierung
- Sozialphilosophie/Soziale Philosophie und Politische Theorie

## Veröffentlichungen
Aydin schreibt für türkischsprachige und deutsche Zeitungen Artikel zu aktuellen und grundsätzlichen Themen seines Fachgebietes.
Bücher
- »Transnational« statt »nicht integriert«: Abwanderung türkeistämmiger Hochqualifizierter aus Deutschland.  UVK Verlagsgesellschaft, Konstanz & München, 2013.
- mit Holger Adam: Pop Kultur Diskurs: Zum Verhältnis von Gesellschaft, Kulturindustrie und Wissenschaft. Ventil Verlag, Mainz, 2010
- Topoi des Fremden: Zur Analyse und Kritik einer sozialen Konstruktion. Universitätsverlag Konstanz, 2009.

Beiträge in Sammelwerken
- „Migrationsbewegungen von (Hochqualifizierten) zwischen Deutschland und der Türkei“, im Erscheinen in: Olaf Leiße (Hg.), Die Türkei im Wandel: Innen- und außenpolitische Dynamiken eines aufstrebenden Landes. Baden-Baden: Nomos Verlag, voraussichtlich 2013.
- „Going Istanbul – Going Home? Türkeistämmige Wissenschaftler/-innen zwischen ‚den Stühlen‘?“ In: Erol Esen/Burak Gümüş (Hg.), Deutschland und die Türkei: Aktuelle Aspekte deutsch-türkischer Wissenschaftskooperation. Ankara: Siyasal Kitabevi, 151–168.
- „Türkiye ile Almanya Arasındaki Göç Hareketleri ve Değişim: Veriler ve gözlemler ışığında iki ülke arasındaki göç hareketlerine ilişkin bir değerlendirme denemesi“, in: Ülkü Sözbir Fındıkçıoğlu/E. Zeynep Güler (Hg.), Almanya’ya Emek Göçü: Bir Bavul, Umut ve Hayalleriyle Çıktılar Yola. İstanbul: Yazılama Yayınevi, 2012, 29–55.
- „Zur Bedeutung von gesellschaftlichen Veränderungen und transnationalen Orientierungen bei Mobilitätsentscheidungen: Abwanderung türkeistämmiger Hochqualifizierter aus Deutschland nach Istanbul“, in: Barbara Pusch (Hg.), Transnationale Migration am Beispiel Deutschland und Türkei. Wiesbaden: Springer VS, 2012, 147–169.
- „Emigration of Highly Qualified Turks: A Critical Review of the Societal Discourses and Social Scientific Research“, in: Seçil Elitok/Thomas Straubhaar (Hg.), Turkey, Migration and the EU: Potentials, Challenges and Opportunities, Hamburg University Press, 2012.
- „Zum Verhältnis von Gesellschaft, Populärkultur und Wissenschaft im globalen Kapitalismus“, in: Yasar Aydin, Holger Adam et al. (Hg.), Pop Kultur Diskurs: Zum Verhältnis von Gesellschaft, Kulturindustrie und Wissenschaft, Mainz: Ventil Verlag, 2010, 9-15 (7).
- „Nationale Mythen in der türkischen Literatur: Eine politisch-soziologische Annäherung an den Roman »Şu Çılgın Türkler«“, in: Yasar Aydin/Holger Adam u. a. (Hg.), Pop Kultur Diskurs: Zum Verhältnis von Gesellschaft, Kulturindustrie und Wissenschaft, Mainz: Ventil Verlag, 2010, 52-79 (28).
- „Current Sociology of Strangerhood and Implications for Immigration Policies“, in: Dennis Harrison, György Szell and Reynald Bourque (Hg.), Social Innovation, the Social Economy and World Economic Development. Democracy and Labour Rights in an Era of Globalisa-tion, Frankfurt/Main u. a.: Peter Lang Verlag, 2009, 369-378 (10).
- „Zur Rolle des Neoliberalismus im ostdeutschen Transformationsprozess“, in: Rainer Volkmann/Siegfried Timpf (Hg.), 10 Jahre Beitritt der DDR zur BRD: Von der gescheiterten Systemalternative zur mustergültigen Modernisierung? Bd. 2, Sozialökonomische Texte der Hamburger Universität für Wirtschaft und Politik, Nr. 89, Oktober 2001.
- „Die Erosion des Fortschrittsglaubens und die Hegemoniekrise der SED: Eine diskursthe-oretische Analyse des Zusammenbruchs der DDR“, in: Rainer Volkmann/Siegfried Timpf (Hg.), 10 Jahre Beitritt der DDR zur BRD: Von der gescheiterten Systemalternative zur mus-tergültigen Modernisierung? Bd. 2, Sozialökonomische Texte der Hamburger Universität für Wirtschaft und Politik, Nr. 89, Oktober 2001.

Aufsätze in wissenschaftlichen Zeitschriften
- Die neue türkische Diasporapolitik: Ihre Ziele, ihre Grenzen und ihre Herausforderungen für die türkeistämmigen Verbände und die Entscheidungsträger in Deutschland, SWP-Studien 2014/S 14, September 2014.
- „Migration of Highly Qualified German Citizens with Turkish Background from Germany to Turkey: Socio-Political Factors and Individual Viewpoints“, International Journal of Business and Globalisation, Vol. 8, No. 4, 2012, pp. 471–490 (20).
- „Rückkehrer oder Transmigranten? Erste Ergebnisse einer empirischen Analyse zur Lebenswelt der Deutsch-Türken in Istanbul“, in: Türkisch-Deutsche Studien Jahrbuch 2011: 50 Jahre türkische Arbeitsmigration in Deutschland (hg. von Seyda Ozil, Michael Hoffmann, Yasemin Dayioglu-Yücel), 59-90 (32).
- „Abwanderung von hochqualifizierten deutschen StaatsbürgerInnen türkischer Herkunft“ (zusammen mit Barbara Pusch), Homepage der Heinrich-Böll-Stiftung, 2011, (Online).
- „The »Problem of Strangerhood« in European History: Sociological Observations on Social Mechanisms of »Strangerhood« Attributions“, in: Trans-Humanities, 2010 Vol. 2/1, 153-69 (17).
- „Der Diskurs um die Abwanderung Hochqualifizierter türkischer Herkunft in die Türkei“, HWWI Policy Paper, 3-9, Hamburg, Mai 2010, ISSN 1862-4960, (Online).
- „National Discourses between Universalisation and Ethnicalisation in Contemporary Turkey“, in: Orient: Deutsche Zeitschrift für Politik, Wirtschaft und Kultur des Orients, Jg. 50, III/2009, 48-62 (15).
- „Complexity and Emancipation – the Challenge of System Theory“, in: Historical Materialism, Volume 16, Number 3, 2008, 209-218 (10).
- „»Öteki«nin Aşkınlığı ve Karşılıklılık İlkesi Geriliminde »Kültürlerarası« Diyalog: Levinas ve Ricoeur Üzerine Birkaç Not“ (dt., Kultureller Dialog im Spannungsfeld der Transzendenz des Anderen und des Prinzips der Reziprozität: Notizen zu Levinas und Ricoeur), in: Birikim, 230/231 (Juni/Juli 2008), 133-135 (3).
- „Polarisierte Diachronie und Handlungsfähigkeit – Anmerkungen zur Theoriearchitektur Karl Polanyis und ihrer aktuellen Zitierweise“ (28 Seiten), in: ZÖSS Discussion Paper, Nr. 15/April 2008, (Online).
- „Entbettung und Wiedereinbettung des Ökonomischen bei Karl Polanyi“, in: Das Argument 258, Heft 6, 2004, 857-864 (8).